# Blame It on Your Love
«Blame It on Your Love» — песня британской певицы Charli XCX, записанная при участии американской певицы Лиззо. В качестве второго сингла с альбома Charli была выпущена 15 мая 2019 года. Данная версия песни представляет собой ремикшированную версию трека «Track 10» из микстейпа Pop 2 2017 года. Музыкальное видео было выпущено 13 июня.

## Чарты
| Чарт (2019)                                | Пиковая позиция |
| ------------------------------------------ | --------------- |
| Бельгия/Валлония (Ultratip Bubbling Under) | 27              |
| Китай (Billboard Airplay/FL)               | 37              |
| Чехия (Rádio — Top 100)                    | 16              |
| Ирландия (IRMA)                            | 67              |
| Новая Зеландия (RMNZ Hot Singles)          | 16              |
| Великобритания (OCC UK Singles)            | 70              |